# There's No Business Like Show Business (película)

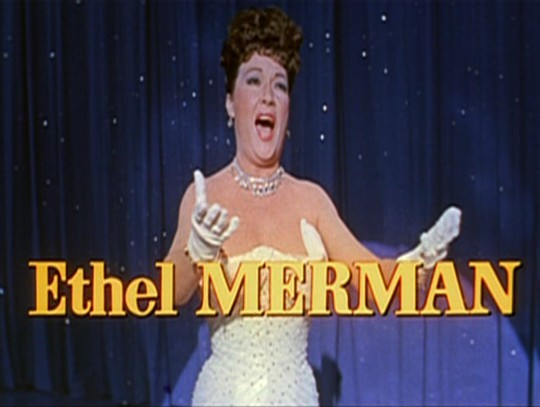
Ethel Merman como Molly.

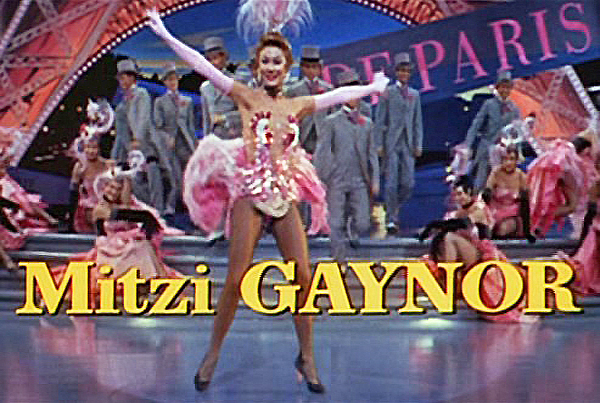
Mitzi Gaynor como Katy.

There's No Business Like Show Business (El mundo de la fantasía en México; Luces de candilejas en Argentina y España), es una película comedia dramática musical de 1954 realizada por 20th Century-Fox, dirigida por Walter Lang.
Está protagonizada por un elenco compuesto por Ethel Merman, Dan Dailey, Donald O'Connor, Mitzi Gaynor, Marilyn Monroe, Johnnie Ray y Hugh O'Brian.
El título está tomado de la famosa canción del musical Annie Get Your Gun —estrenado en Broadway en 1946—, que más adelante, en 1950,  MGM convertiría en película Annie Get Your Gun. El guion fue escrito por Phoebe Ephron y Henry Ephron, basado en una historia de Lamar Trotti; y la película fue el primer musical de MGM en Cinemascope y Deluxe color.

## Argumento
La historia comienza en 1919 y narra los altibajos en las carreras de Terence y Molly Donahue, un equipo de vodevil formado por marido y mujer. A lo largo de los años, los Donahue concilian una vida familiar estable con el éxito profesional. Sus hijos, Steve, Katy y Tim, se unen al acto uno por uno y, finalmente, se les conoce como Los Cinco Donahues. Sin embargo, a medida que los niños maduran, responden a otros llamamientos. Steve, por ejemplo, se inscribe en un seminario católico para formarse como sacerdote. Más tarde, Tim se enamora de una actriz de éxito, Vicky Parker, y él y su hermana Katy acceden a unirse a ella como actores secundarios. Sin embargo, Tim y Vicky experimentan una pelea y él abandona el acto. A pesar de los esfuerzos de la familia por localizarlo, el paradero de Tim sigue siendo un misterio.
Mientras tanto, Katy comienza a salir con Charlie Gibbs, el letrista alto y enjuto del programa, y finalmente se casan, en una ceremonia ofrecida por Steve, quien acaba de ser ordenado sacerdote. Por lo tanto, los Cinco Donahues ya no existen, hasta meses después en un acto benéfico en la noche de clausura del famoso Teatro Hipódromo de Nueva York. Mientras Molly canta la canción principal de la película para el público lleno, Steve llega inesperadamente detrás del escenario, seguido por Tim, con el uniforme de un marinero estadounidense. Allí se reconcilia con Vicky y su familia y, por primera vez en años, los Cinco Donahue se reúnen para el elaborado final de la película.

## Elenco
Protagonista (en orden de créditos). 
- Ethel Merman como Molly Donahue.
- Donald O'Connor como Tim Donahue.
- Marilyn Monroe como Victoria Hoffman.
- Dan Dailey como Terence Donahue.
- Johnnie Ray como Steve Donahue.
- Mitzi Gaynor como Katy Donahue.
- Richard Eastham como Lew Harris.
- Hugh O'Brian como Charles Gibbs.
- Frank McHugh como Eddie Dugan.
- Rhys Williams como el padre Dineen.
- Lee Patrick como Marge.
- Eve Miller como Hatcheck Girl.
- Robin Raymond como Lilliam Sawyer.

## Banda sonora
Todas las canciones fueron escritas por Irving Berlin.